# Jan Bińczyk
Jan Bińczyk ps. „Zagłoba” (ur. 27 grudnia 1900 w Borowym Młynie, zm. 21 lub 23 maja 1943 w niemieckim więzieniu w Gdańsku) – leśniczy, dowódca oddziału partyzanckiego i komendant pow. chojnickiego Tajnej Organizacji Wojskowej „Gryf Pomorski”.

## Życiorys
Był synem Jakuba Bińczyka i Marianny. Od początku okupacji niemieckiej zajmował funkcję leśniczego w Młynkach koło Brus. Po powstaniu TOW „Gryf Pomorski” został komendantem struktur organizacji w pow. chojnickim. Zorganizował na swoim terenie system schronów i bunkrów leśnych oraz magazynów, które stanowiły miejsca schronienia dla gryfowców i ludzi zagrożonych aresztowaniem.
Od połowy 1942 r. stał na czele oddziału partyzanckiego OP „Młynki”, który przeprowadził wiele akcji zbrojnych przeciwko Niemcom i kolaborantom. W marcu 1943 r. został ostrzeżony przez Komendanta Głównego TOW „Gryf Pomorski” Józefa Dambka przed dekonspiracją w wyniku zdrady, w rezultacie czego ukrył się w jednym z okolicznych schronów. 4 maja wpadł w zasadzkę przygotowaną w jego leśniczówce przez Niemców. Podjął obronę i przy próbie przebicia się poza pierścień okrążenia został ranny i ujęty. Razem z synem Zygmuntem (także członkiem TOW „Gryf Pomorski”) i jego sekretarzem Cyrylem Zalewskim został początkowo przewieziony do szpitala do Chojnic, a następnie do siedziby gestapo w Gdańsku. Po brutalnym śledztwie zmarł 21 lub 23 maja 1943 r. 11 listopada 1972 r. jego zwłoki ekshumowano i przeniesiono na cmentarz w Brusach.
23 maja 2009 roku przy leśniczówce Młynek odsłonięto tablicę upamiętniającą Jana Bińczyka.